# St-Laurent (Marseille)

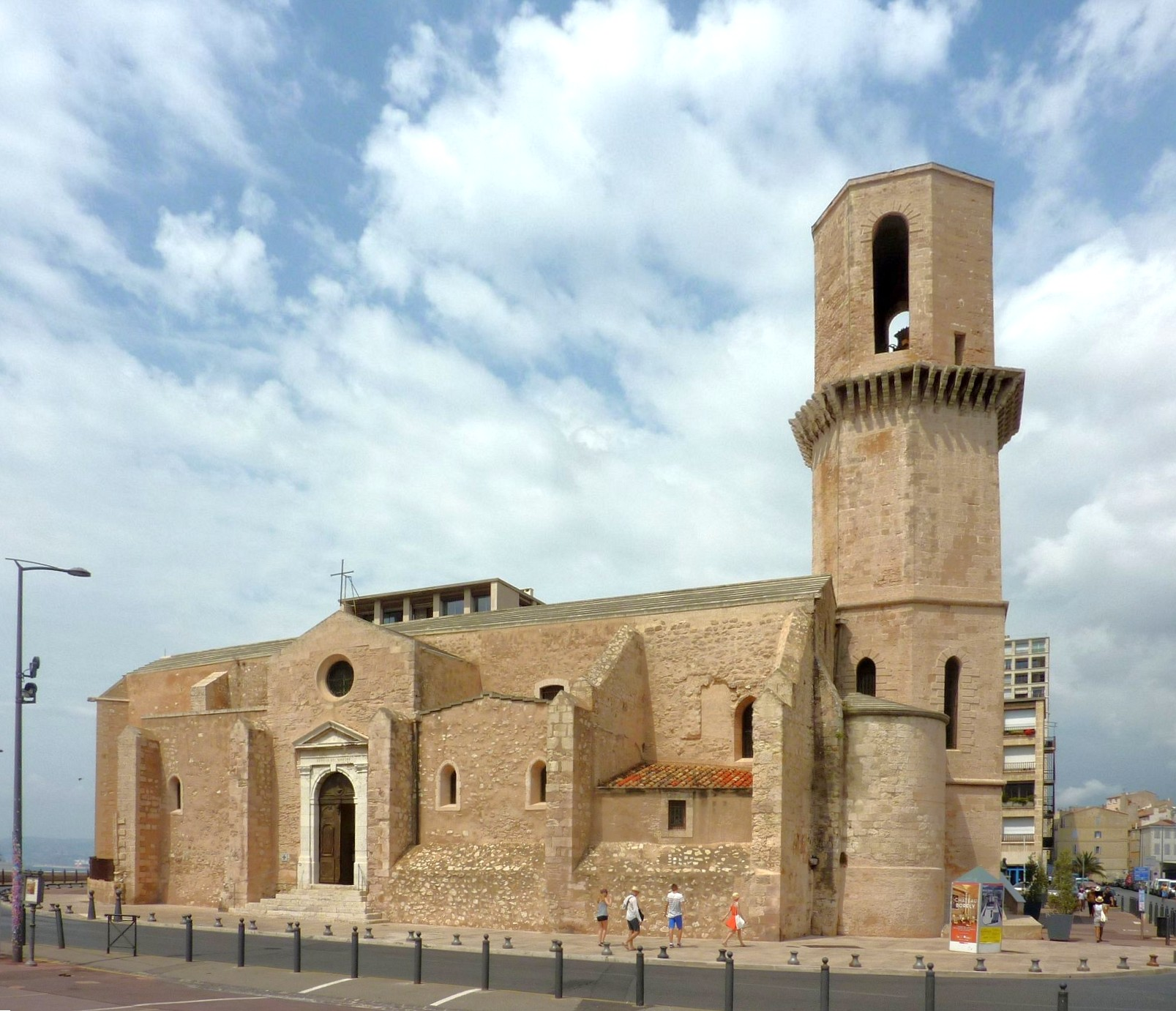
St-Laurent in Marseille

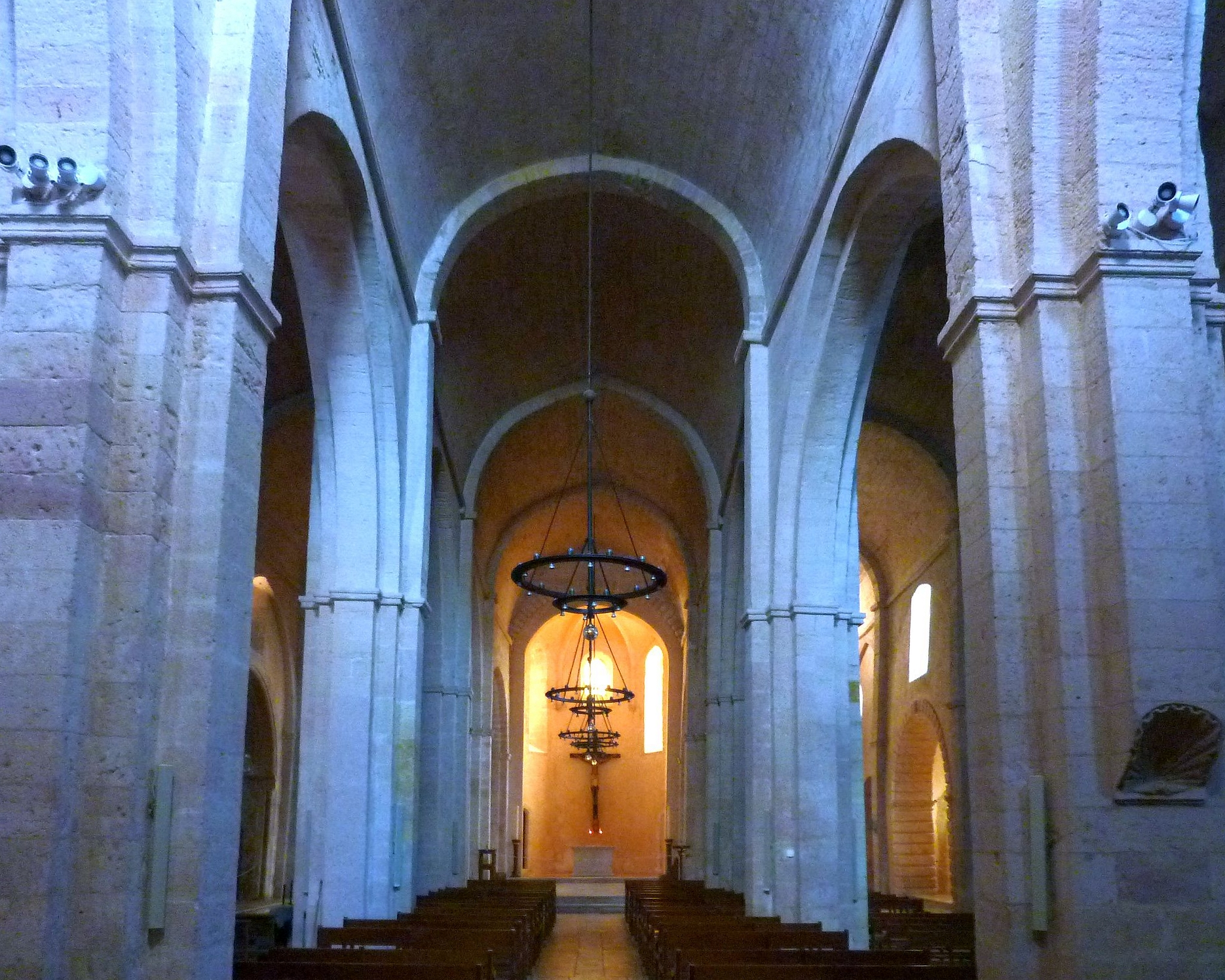
Blick durch das Langhaus zum Chor

St-Laurent ist eine römisch-katholische Kirche in der französischen Stadt Marseille. Die romanische Kirche befindet sich im Panier-Viertel nördlich des Vieux Port.
Die Kirche wurde im Jahr 1150 aus dem rosa Stein aus La Couronne im schlichten romanischen Stil der Provence erbaut und dem Laurentius von Rom geweiht. Ursprünglich befanden sich an der Stelle zunächst ein griechischer Tempel und später eine 870 von Bischof Babon errichtete Befestigungsanlage. Im 17. Jahrhundert wurde die Kirche umgestaltet, mit der Seitenkapelle Ste-Catherine ausgestattet und der achteckige Turm errichtet. Im Zweiten Weltkrieg wurde sie 1943 bei der Sprengung des Altstadtviertels durch die deutschen Besatzer stark beschädigt und erst in neuerer Zeit restauriert.
Zwei Statuen aus bemaltem und teils vergoldetem Holz aus dem späten 18. Jahrhundert zeigen die Mutter Gottes und den Heiligen Laurent. Die Kirche enthält nummerierte Bodenplatten, die ursprünglich Grabsteine waren.